# Quintino Rodrigues de Oliveira e Silva
Dom Quintino Rodrigues de Oliveira e Silva (31 de outubro de 1863 — 29 de dezembro de 1929) foi sacerdote católico brasileiro. Foi o primeiro bispo da Diocese do Crato.

## Biografia
Filho do fazendeiro Antônio Rodrigues da Silva e de Maria Rodrigues Batista Paz, nasceu no sítio Salgadinho, pertencente ao município de Quixeramobim, onde estudou as primeiras letras e iniciou o curso de Humanidades.
Em março de 1881, matriculou-se no Seminário de Fortaleza, galgando o terceiro ano de preparatórios, e foi ordenado padre pelo então bispo D. Joaquim José Vieira, em 19 de junho de 1887.
Logo em seguida à sua ordenação, em setembro, foi nomeado coadjutor da freguesia de Missão Velha, com residência no distrito de Jamacaru, cargo que exerceu até junho de 1889, quando foi provisionado vigário de Iguatu, porém apenas tomou posse, sendo-lhe concedida, no mês seguinte, exoneração solicitada por reabrir, com o monsenhor Francisco Rodrigues Monteiro e o padre Joaquim Sóter de Alencar, o Seminário Menor de São José do Crato, onde veio a lecionar português, latim e francês, até 1891, quando o seminário foi fechado.
Em fevereiro de 1893, reabriu o seminário por ordem do bispo D. Joaquim e tornou-se seu reitor do mesmo, com a colaboração dos padres Joaquim Sóter e Vicente Sóter de Alencar, Miguel Coelho de Sá Barreto e Joaquim Severiano de Vasconcelos, até o fim do ano de 1897. Em 23 de maio de 1900, substituiu ao monsenhor Antônio Alexandrino de Alencar na ocupação de vigário da freguesia do Crato, a mais populosa e importante paróquia do Sul do Ceará, função que exerceu por cerca de quinze anos.
Foi agraciado com o título de Monsenhor Camareiro de honra extra urbe por decreto de 27 de janeiro de 1912. Em 17 de fevereiro do ano seguinte, foi nomeado bispo da então diocese do Piauí, em substituição a D. Joaquim Antônio de Almeida, o primeiro da mesma, transferido para a diocese de Natal. Monsenhor Quintino, no entanto, recusou esta honraria. 
Em 20 de outubro de 1914, o papa Bento XV criou a diocese do Crato, o Padre Quintino, então, decidiu ficar no clero da nova Diocese. 
Para primeiro Bispo, ninguém mais indicado para ser do que o líder espiritual daquela área de tão longa data. Assim, em 10 de março de 1915, monsenhor Quintino foi nomeado bispo e sua sagração ocorreu em Salvador, Bahia, em 31 de outubro do mesmo ano, celebrada pelo arcebispo primaz, o igualmente cearense D. Jerônimo Tomé da Silva; pelo futuro arcebispo de Fortaleza, D. Manuel da Silva Gomes; e pelo bispo de Aracaju, D. José Tomás Gomes da Silva. Escolheu como lema para o seu episcopado uma frase do apóstolo São Paulo, constante da Segunda Epístola a Timóteo, capítulo 4, versículo 2: Em tudo Paciência e Doutrina.
Como bispo do Crato, além de priorizar as atividades espirituais, Dom Quintino foi o homem das grandes realizações que modificaram o cenário social e econômico do Cariri. Organizou em primeiro lugar a Cúria Diocesana, deixando-a apta a um bom funcionamento. Já no dia 1 de abril de 1916, reabriu o antigo Ginásio São José, agora com o nome de Ginásio Diocesano, destinado à educação da juventude masculina. Criou, em 1921, a primeira instituição de crédito do Sul do Ceará, o Banco do Cariri, que prestou grandes benefícios ao comércio e à lavoura da região, da qual ele foi o primeiro presidente. Em 1972, este banco se fundiria ao Banco de Juazeiro e daria origem ao Bicbanco. Criou, em 1922, o Seminário Episcopal do Crato destinado à formação do clero.
D. Quintino fundou ainda o jornal A Região que circulava em toda a diocese, bem como o Boletim Eclesiástico, destinado à orientação do clero. Criou simultaneamente em 1923: o Colégio Santa Teresa de Jesus, para a educação da juventude feminina, e a congregação religiosa Filhas de Santa Teresa de Jesus, que viria a se espalhar por diversos estados nordestinos, chegando a possuir casas no estado de São Paulo.
Faleceu no dia 29 de dezembro de 1929, e seus restos mortais encontram-se sepultados na capela de Jesus Ressuscitado, na Sé Catedral do Crato.